# Жлиебац
Жлиебац (серб. Жлијебац / Žlijebac) — село в общине Братунац Республики Сербской Боснии и Герцеговины. Население составляет 285 человек по переписи 2013 года.

## География
Площадь обрабатываемых земель — 1114 гектаров.